# ¡Uno!
¡Uno! – dziewiąty album studyjny amerykańskiego punkrockowego zespołu Green Day, wydany w dniu 25 września 2012 roku przez Reprise Records. Jest to pierwszy z trylogii Green Day, czyli albumów w ¡Uno!, ¡Dos!, ¡Tré!.
Okładka albumu została ujawniona w wideo trailerze, który pojawił się na YouTube. Album składa się z 12 utworów, które zostały ogłoszone w dniu 26 czerwca 2012 roku. Pierwszy singiel z płyty, zatytułowany Oh Love, został wydany w dniu 16 lipca 2012 roku. Drugi singiel Kill the DJ został wydany na europejskich sklepach iTunes w dniu 15 sierpnia 2012 roku. Trzeci singiel Let Yourself Go ukazał się w iTunes Store USA w dniu 5 września 2012 roku, a promocyjny singiel Nuclear Family został wydany na kanale Green Day na YouTube w dniu 12 września 2012 roku. Teledysk do Stay the Night ukazał się na ich kanale na YouTube 24 września 2012 roku. Większość piosenek wyciekła w Internecie przed premierą albumu.
Po wydaniu, ¡Uno! otrzymała ogólnie pozytywne recenzje od krytyków muzycznych. Płyta zadebiutowała jako numer 2 na Billboard 200. W pierwszym tygodniu sprzedano 139.000 egzemplarzy.

## Sesja
W lutym 2012 roku, Billie Joe Armstrong ogłosił, że zespół pracował w studiu, nagrywając materiał na nowy album. W oświadczeniu, powiedział: "Jesteśmy w czasie najbardziej płodnym i twórczym w życiu [...] To jest najlepsza muzyka, jaką kiedykolwiek napisano [...]. Zamiast jednego albumu, wydajemy całą trylogię albumów. Każda piosenka ma moc i energię, która reprezentuje Green Day na wszystkich poziomach emocjonalnych. Właśnie może to, pomóc sobie [...] będziemy epiccy jak skurwysyn!"
Zespół rozpoczął pracę od próby co drugi dzień i tworzenia piosenek. Nagrali album w Jingletown Studios w Oakland, w Kalifornii. Zespół nagrał 38 utworów i początkowo myślał o stworzeniu podwójnego albumu. Armstrong zasugerował wydanie trylogii albumów tak jak Van Halen: Van Halen I, Van Halen II i Van Halen III. Postanowili też na każdej okładce wstawić twarz jednego z nich.

## Lista utworów
1. Nuclear Family 3:03
2. Stay the Night 4:36
3. Carpe Diem 3:25
4. Let Yourself Go 2:57
5. Kill the DJ 3:41
6. Fell for You 3:08
7. Loss of Control 3:07
8. Troublemaker 2:45
9. Angel Blue 2:46
10. Sweet 16 3:03
11. Rusty James 4:09
12. Oh Love 5:03